# Lacinius tricuspidatus
Espèce
Synonymes
- Phalangium tricuspidatum Dufour, 1831

Lacinius tricuspidatus est une espèce d'opilions eupnois de la famille des Phalangiidae.

## Systématique et taxinomie
Cette espèce a été décrite sous le protonyme Phalangium tricuspidatum par C. L. Koch en 1839. Elle est placée dans le genre Acantholophus par Simon en 1879. Le nom Acantholophus C. L. Koch, 1839 étant préoccupé par Acantholophus Dejean, 1834, il est remplacé par Lacinius par Banks en 1893.

## Publication originale
- Dufour, 1831 : « Description et figures de quelques espèces du genre Phalangium, observées en Espagne. » Annales des Sciences Naturelles, Zoologie, vol. 22, p. 385–388.